# Monte Lingo
Il Monte Lingo (1.102 m s.l.m., un tempo anche detto Monte Linco) è una montagna delle Prealpi Liguri (nella sezione alpina Alpi Liguri); si trova in provincia di Savona.

## Descrizione

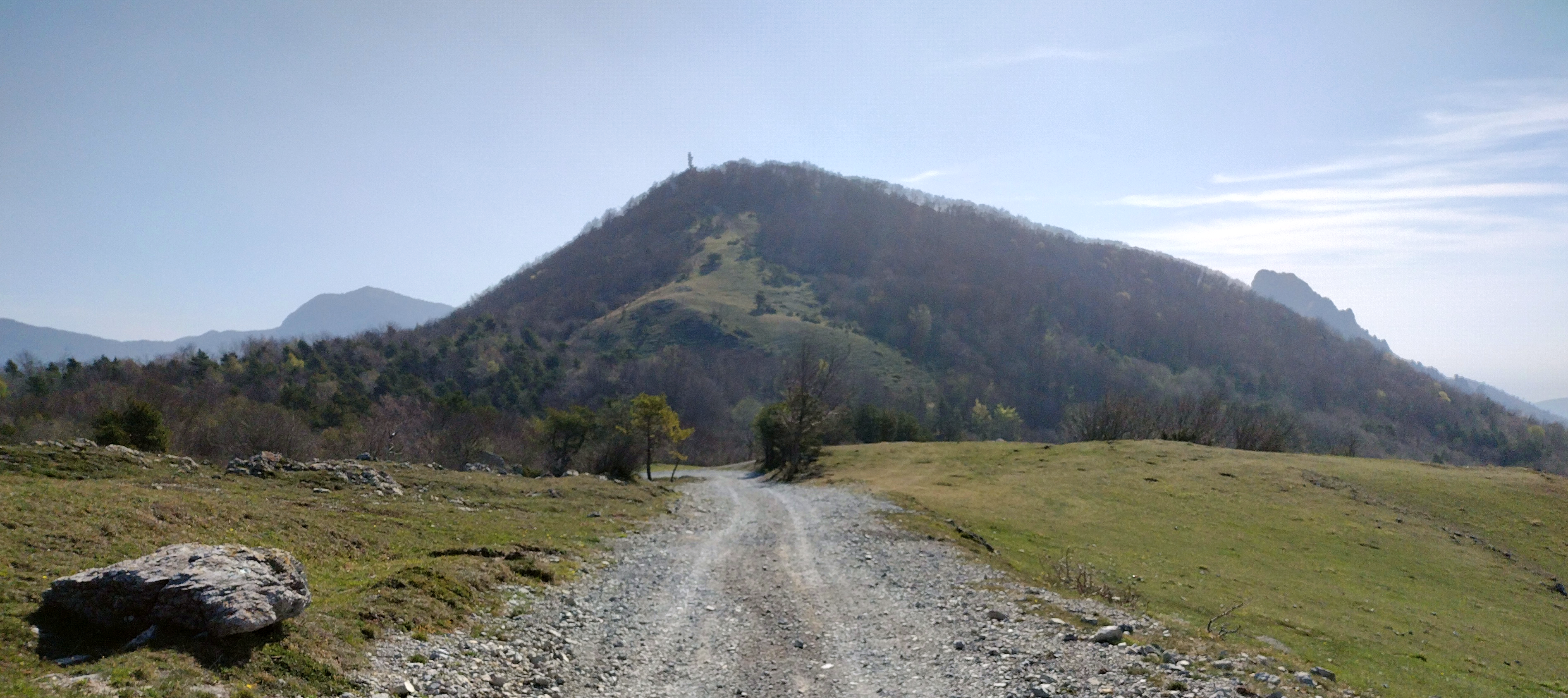
Il Monte Lingo visto dall'Alta Via dei Monti Liguri

La montagna è collocata sulla catena principale alpina; verso nord-ovest questa prosegue con il Bric Tencione, mentre a sud-est lo spartiacque principale perde quota con il Colle Scravaion per poi risalire alla Rocca Barbena.
Da un punto di vista idrografico per la montagna passa lo spartiacque tra i bacini del Neva (a sud) e della Bormida di Millesimo, mentre da quello amministrativo il monte si trova in comune di Castelvecchio di Rocca Barbena.  Sulla cima è collocato un impianto per telecomunicazioni; poco a sud del punto culminante si trova una anticima caratterizzata da un risalto roccioso.

## Geologia
Il Monte Lingo è noto ai geologi per la presenza di dolomie risalenti al Triassico, stratigraficamente collegate con quelle della vicina Rocca Barbena.

## Storia
Nel corso delle Guerre rivoluzionarie francesi l'esercito della Repubblica di Genova aveva fortificato la cima del Monte Lingo, allestendovi una forte ridotta, che però si arrese al nemico.

## Accesso alla cima

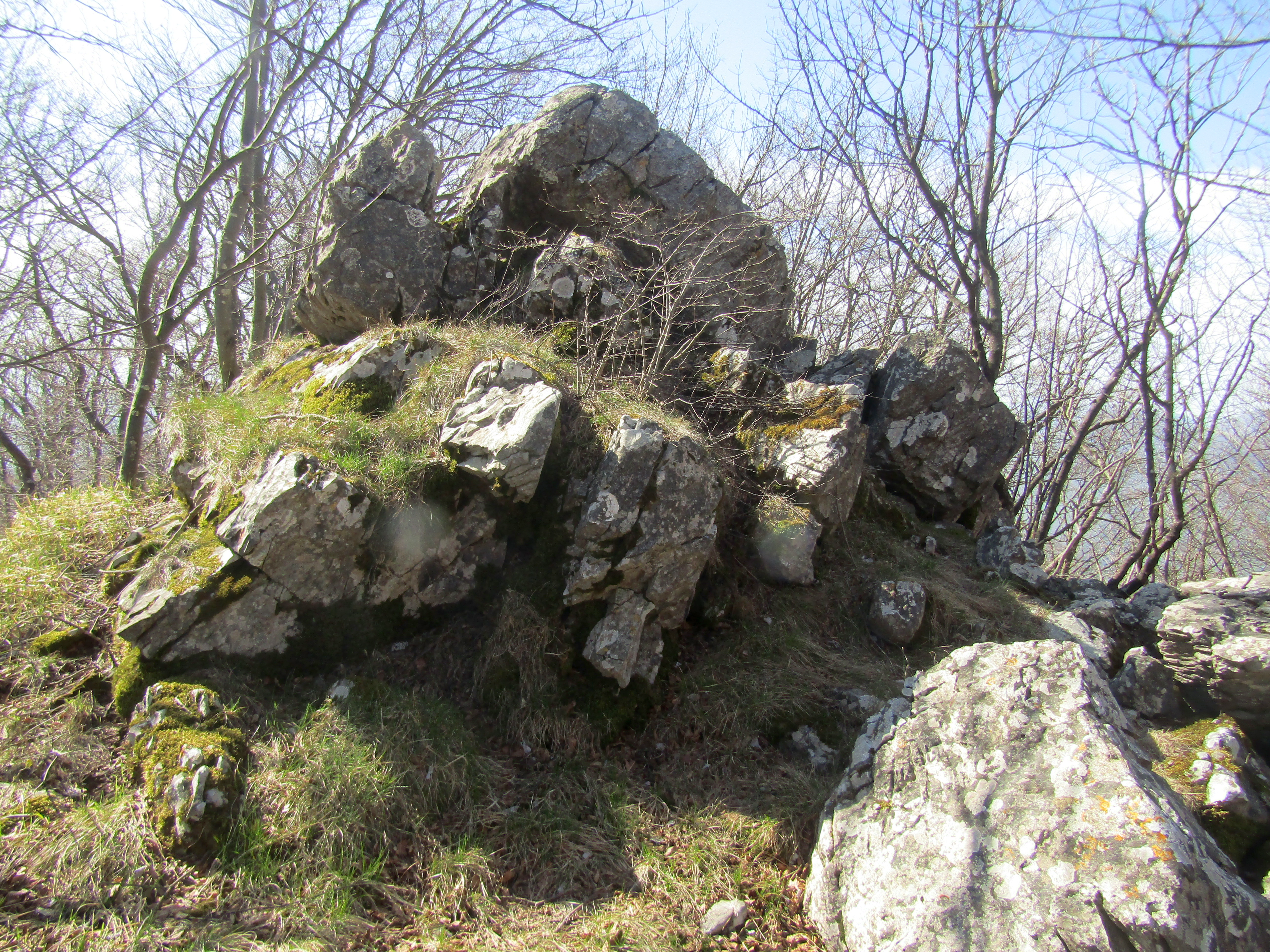
L'anticima rocciosa

Si può salire al Monte Lingo da Bardineto per piste forestali e sentieri. Si tratta di un itinerario di difficoltà escursionistica E. Sul versante della montagna affacciato verso il Mar Ligure passa a mezza costa la tappa dell'Alta Via dei Monti Liguri, che collega i colle San Bernado e Scravaion, partendo dalla quale la cima della montagna può essere raggiunta con una digressione su un ampio sentiero.